# Pogrzeb

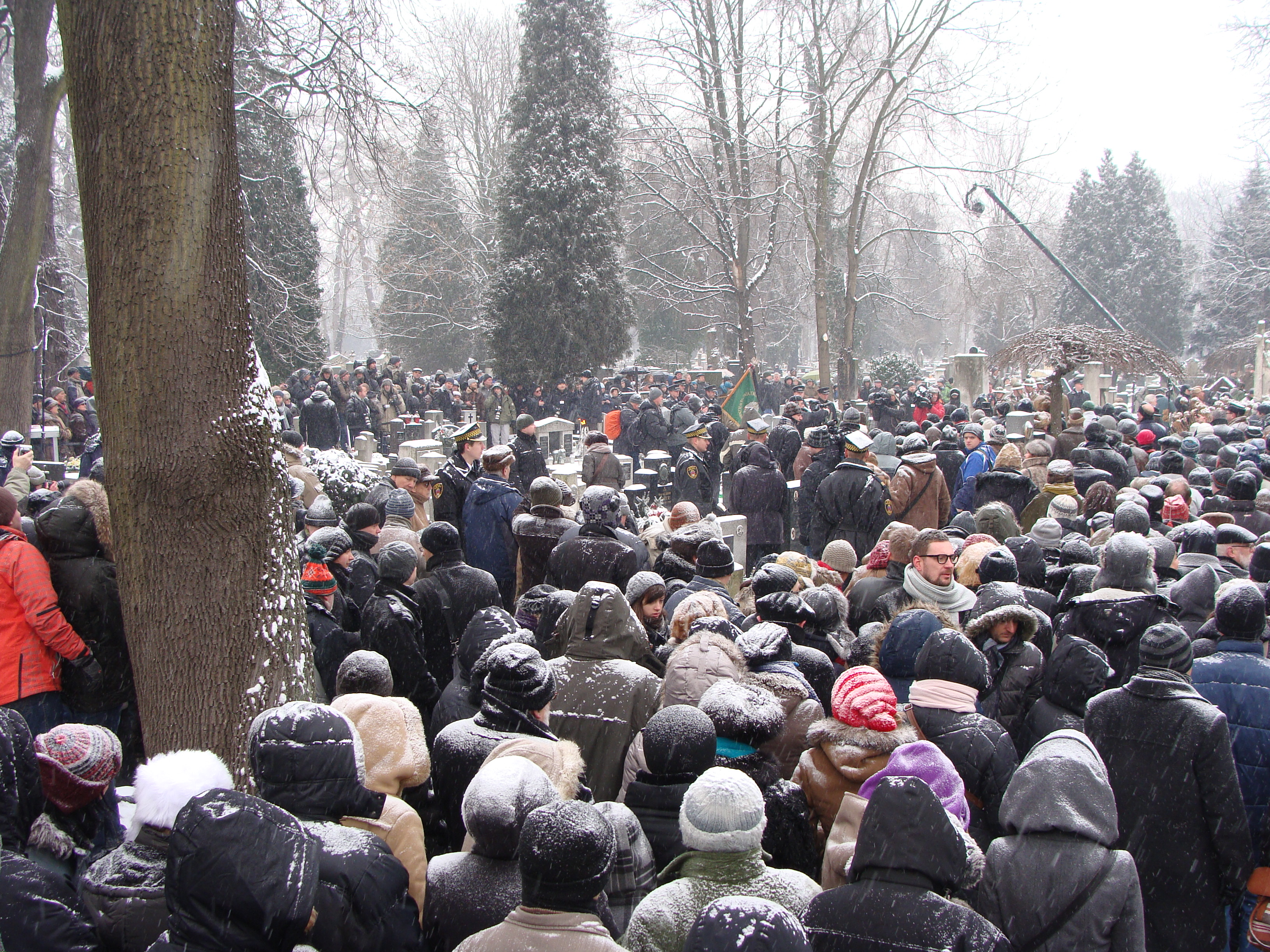
Świecka ceremonia pogrzebowa Wisławy Szymborskiej na cmentarzu Rakowickim w Krakowie (2012)

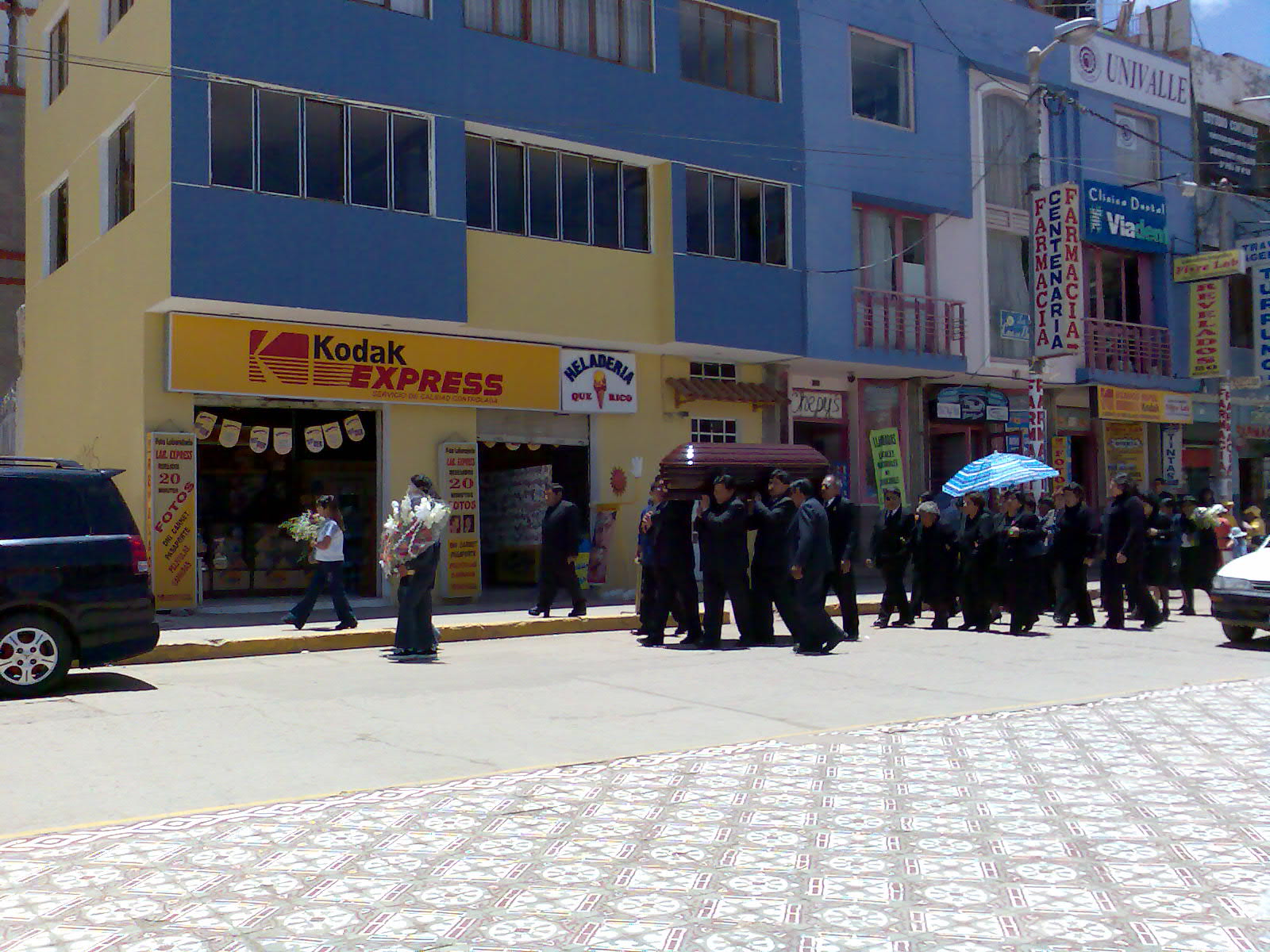
Kondukt pogrzebowy, Puno, Peru

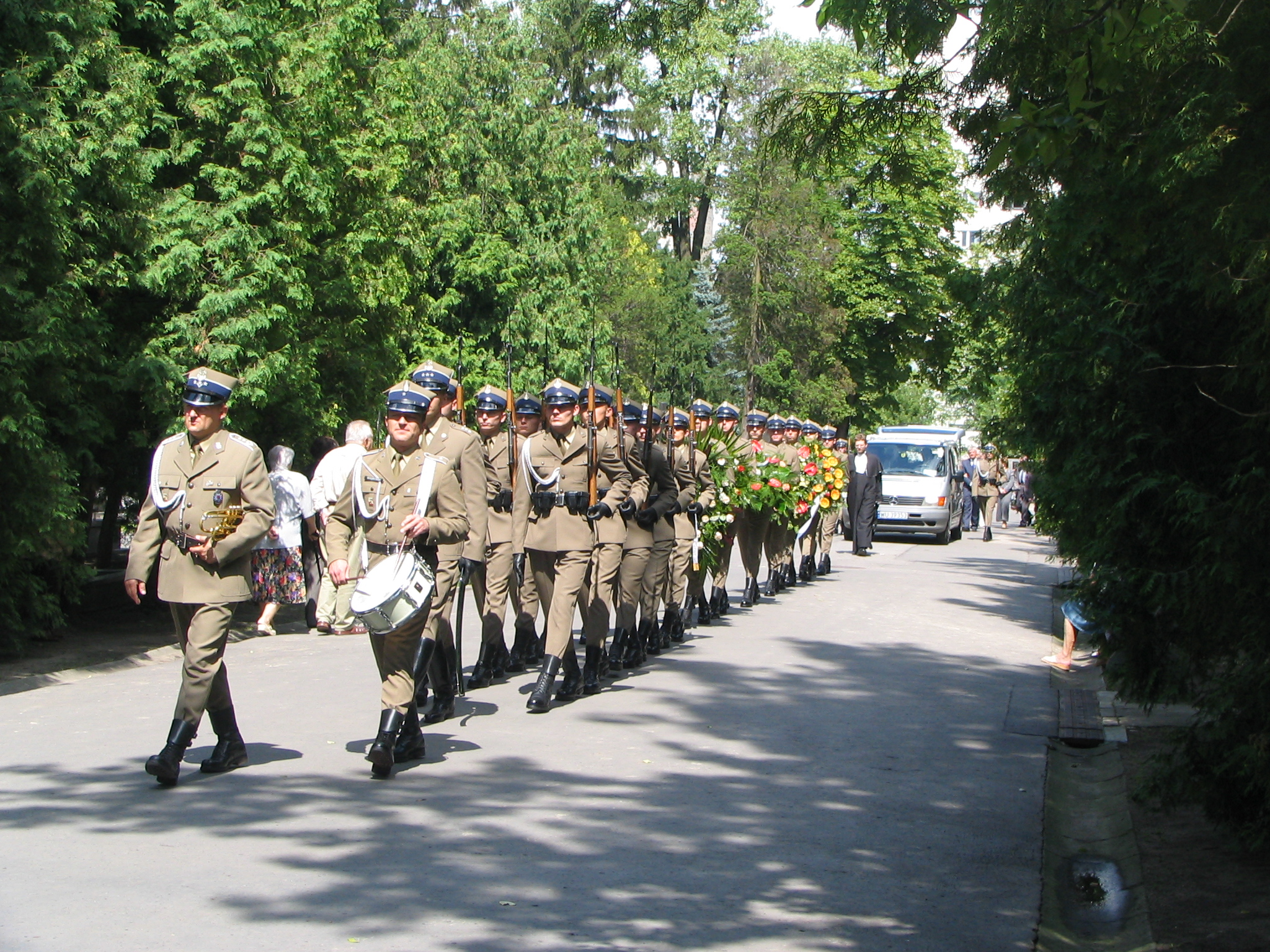
Kondukt pogrzebowy z wojskową asystą honorową i mistrzem ceremonii

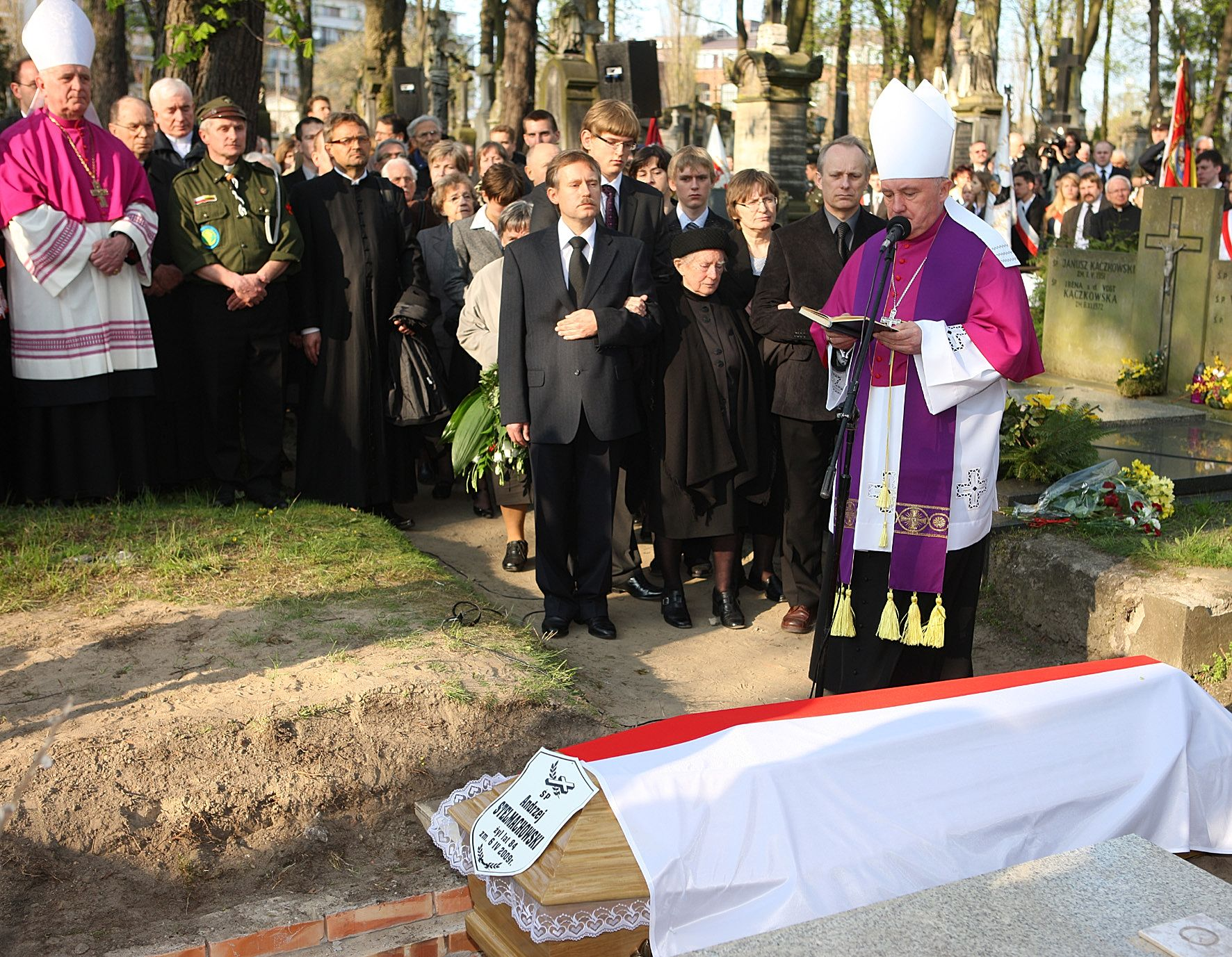
Uroczystości pogrzebowe na cmentarzu (Cmentarz Powązkowski w Warszawie, 2009)

Pogrzeb – ogół obrzędów towarzyszących pochówkowi lub kremacji zwłok zmarłego; traktowany jako jeden z podstawowych obowiązków moralnych, a często również religijnych wobec zmarłego; może być religijny lub świecki.

## Zwyczaje pogrzebowe
Do tradycyjnych form pożegnania zmarłego przyjętych w kulturze europejskiej jest towarzyszenie trumnie ze zmarłym (lub urnie z jego prochami) w pochodzie pogrzebowym (kondukcie żałobnym) w drodze na cmentarz, miejsca złożenia doczesnych szczątków. Osoby towarzyszące niosą ze sobą zwykle wieńce i wiązanki kwiatów, które na koniec składane są na grobie zmarłego. Obrzędy towarzyszące grzebaniu lub paleniu zwłok zależą od lokalnych tradycji i zwyczajów.
Przyjęty jest powszechny zwyczaj we wszystkich kulturach zawiadamiania znajomych i przyjaciół o fakcie pogrzebu bliskiej osoby. Odbywa się to w postaci nekrologów publikowanych w prasie oraz rozwieszanych w miejscach publicznych. Ogłoszenia takie zawierają często elementy graficzne, wskazujące na przynależność religijną zmarłej osoby lub jej bezwyznaniowość. Na pogrzeb nie zaprasza się, a przychodzą zwykle ci, którzy czują taką potrzebę. Rodzinie zmarłych zwyczajowo składa się kondolencje, czyli wyrażone w uroczystych słowach współczucie i żal z powodu śmierci ich bliskiej osoby. Kondolencje składane są osobiście, tuż po pogrzebie lub korespondencyjnie, gdy nie było możliwości uczestniczenia w pogrzebie lub nie ma możliwości spotkania się z rodziną zmarłego w krótkim czasie po tej uroczystości.
Od tradycyjnych form pogrzebu odstępuje się w sytuacjach wyjątkowych, takich jak wojny czy masowe klęski żywiołowe, gdy wielka liczba zmarłych nie pozwala na ich identyfikację, względnie nie ma środków finansowych i czasu na organizowanie pojedynczych pogrzebów. W takich sytuacjach stosuje się grzebanie zmarłych w mogiłach zbiorowych. Innym przykładem są osoby niewierzące, które mogą oczekiwać, aby ich pogrzeb był świecki, czyli aby obrzędy religijne zastąpić świeckimi.

### Chrześcijaństwo

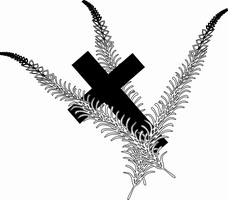
Palmy i krzyż z nekrologów większości chrześcijan

W kulturach związanych z katolicyzmem, prawosławiem czy protestantyzmem, pogrzeb należy do tzw. sakramentaliów (nie: sakramentów). Grzebanie zmarłych związane jest z przekonaniem, że w końcu czasów przyjdzie Jezus i nastąpi zmartwychwstanie ciał. Zmarłego zwyczajowo chowa się złożonego do trumny w ubraniu, w pozycji leżącej, z rękami splecionymi na brzuchu lub klatce piersiowej. Przyjęło się w tym kręgu kulturowym, aby zmarli w trumnie wyglądali ładnie, dlatego zmarłych poddaje się zabiegom kosmetycznym. W ich przebiegu na ogół maskuje się pośmiertne zmiany twarzy czy jej urazy powstałe w chwili śmierci. Uzupełnia się braki ciała atrapami, masami plastycznymi lub woskiem, o ile była taka potrzeba ze względów estetycznych (dotyczy to braku kończyn).
Trumna ze zmarłym umieszczana jest najczęściej w grobach ziemnych, wykopanych na głębokość ok. 2 m, następnie zasypywanych i przykrywanych nagrobkiem kamiennym lub betonowym. Rodziny bogatych zmarłych składają trumny w murowanych grobowcach, w których można umieścić kilka kolejnych trumien. Wyjątkowo zamożni zmarli bywają składani w monumentalnych grobowcach, rozmiarem i stylem przypominających małe domki, kaplice czy nawet pałace. Każdy grób powinien posiadać opis, informujący o nazwisku osoby pogrzebanej, dacie urodzenia (lub według innego zwyczaju – wieku w chwili śmierci) i dacie śmierci oraz czasami kilka słów religijnego lub osobistego odwołania się do osoby zmarłej.
W tej grupie kulturowej dopuszcza się również pochówek osoby zmarłej po spopieleniu ciała w specjalnym piecu kremacyjnym (kremacja) i zsypaniu prochów do urny. Stosuje się to zwłaszcza w krajach protestanckich i zlaicyzowanych. Ta forma pogrzebu jest także wybierana, gdy wygląd zwłok sprawia, że nie powinny być pokazywane przed pochówkiem. Konieczne jest jednak pochowanie prochów w całości w jednym miejscu, wykluczone są więc pochówki polegające np. na rozsypaniu prochów w miejscach ważnych dla danej osoby, lub jej rodziny, czy też wrzucenie do rzeki. Motywacja takiej formy pochówku musi być zgodna z zasadami wiary.
W większości krajów, dopuszczających tę formę pochówku praktykuje się zakopywanie urn w płytkich grobach ziemnych lub ustawianie urn w kolumbariach za cienką płytą w ścianach krypt cmentarnych (nekropoliach) lub galeriach cmentarnych. W prawie wszystkich krajach związkowych Niemiec jest to w zasadzie jedyna dozwolona forma pochówku prochów. Niektóre kraje związkowe Niemiec wydają jednorazowe pozwolenia na zatopienie prochów w rozkładalnej biologicznie urnie na pełnym morzu, ponadto niektóre z powyższych dopuszczają na zatopienie prochów w obszarze wód przybrzeżnych lub zakopanie w rozkładalnej biologicznie urnie w lesie. W niektórych krajach świata praktykowane jest też rozsypanie spopielonych prochów. W niemieckiej Mecklemburgii-Pomorzu Przednim prawo zezwala wyłącznie na rozsypanie prochów na terenie cmentarza. W niektórych krajach, np. w Szwajcarii czy USA dopuszczalne jest przechowywanie urny z prochami w domu rodziny zmarłego lub zakopanie jej w dowolnie wybranym miejscu. We Francji w 71% przypadków urna z prochami zabierana jest do domu, w 21% złożona na cmentarzu, a w 8% prochy zostają rozsypane.
Czas pogrzebu od chwili śmierci, za kilkoma wyjątkami, nie jest ściśle przepisany. Niemieckie kraje związkowe zakazują pogrzebu wcześniej niż 48 godzin od zgonu; najpóźniejszy możliwy czas pogrzebu jest regionalnie zróżnicowany, przykładowo Bawaria nakazuje na swym terytorium chować zmarłych w ciągu 96 godzin od zgonu, a Szlezwik-Holsztyn w ciągu 216 godzin. W większości państw dopuszcza się niekiedy ponadtygodniowe lub dłuższe opóźnianie pogrzebu, aby móc zorganizować manifestacyjny jego przebieg oraz umożliwić udział w nim przyjezdnym z odległych zakątków Ziemi.

### Hinduizm
Zmarli w Indiach są spalani nad brzegami rzek lub w ich pobliżu, aby resztki zmarłego wyrzucić do jej nurtów. Zmarli, w odświętnym ubraniu, owinięci w cienkie tkaniny, składani są na stosach z drewna i obkładani kwiatami. Tak przygotowany stos podpala się i czeka do momentu, aż uczestnicy ceremonii uznają, że doszło do spalenia. Nie zawsze ma to miejsce, ponieważ stopień kremacji zwłok zależy od zamożności rodziny, ilości i jakości zgromadzonego drewna. Dlatego zdarza się, że nadpalone ciało zawijane jest w nową tkaninę i w takiej postaci wyrzucane do najbliższej rzeki. Zamożnym rodzinom udaje się spalić zwłoki z pomocą łatwopalnych dodatków (nafta, benzyna czy spirytus), więc proces spalenia zwłok w tym przypadku jest daleko posunięty. Wtedy tylko niewielka ilość popiołów zostaje wyrzucona do rzeki.
Wyznawcy hinduizmu uznają za najgodniejsze miejsce pochówku rzekę Ganges, jako miejsce święte. Z tego powodu w tej rzece spoczęło najwięcej szczątków ludzkich ze wszystkich znanych rzek na Ziemi.

### Islam
Muzułmanie dążą do tego, aby ich zmarli byli pochowani nie później niż 24 godziny po śmierci. Dłuższy pobyt zwłok według wierzeń grozi uwięzieniem duszy zmarłego w jego ciele i poważne kłopoty z dotarciem do raju. Rzadko wyznawcy islamu wnikają w przyczyny zgonu, gdyż wierzą, że skoro Bóg (Allah) chciał czyjejś śmierci, ludzie nie powinni wnikać w to, jaki sposób śmierci wybrał dla danego zmarłego. Dlatego praktycznie nie są znane w tym kręgu kulturowym sekcje zwłok, które bywają główną przyczyną opóźnień pochówków np. w Europie.
Ze względów na szybką organizację uroczystości pogrzebowych, o miejscu pochówku decyduje miejsce, w którym doszło do śmierci – pogrzeb odbywa się w pobliżu miejsca zgonu. Tylko bogaci muzułmanie praktykują przewożenie zwłok do miast rodzinnych zmarłego i do mogił rodzinnych. Transport zwłok do innych krajów zdarza się wśród wyznawców islamu wyjątkowo rzadko. Ma to miejsce np. w przypadku członków grup rządzących lub rodzin królewskich. Ciało zmarłego, umyte i ubrane, owija się w tkaninę, bez używania trumien, składa się do grobu ziemnego. Zasypany grób rzadko pokrywa się dodatkowymi ozdobami, poza cienką, kamienną płytą z wyrytym imieniem i nazwiskiem zmarłego. Często pomija się daty urodzenia i śmierci. Niekiedy opisuje się okoliczności śmierci.

### Pogrzeb świecki
Pogrzeb osób niewierzących jest nazywany pogrzebem świeckim. Podczas planowania tego rodzaju uroczystości dysponuje się większą elastycznością. Zamiast księdza jest ona prowadzona przez mistrza ceremonii. Przykładami znanych osób, które zdecydowały się na pogrzeb świecki są Zbigniew Religa, Wisława Szymborska, Kora, Albert Einstein. Na pogrzeb świecki mogą też zdecydować się osoby wierzące, którym nie odpowiada tradycyjna uroczystość religijna.

### Pogrzeb w Tybecie
Część ludności Tybetu rozstaje się ze swoimi zmarłymi czyniąc ich ciała pokarmem dla żyjących tam sępów. Nagie ciało zmarłego układane jest na specjalnym miejscu, położonym poza osiedlami. Rodzina i uczestnicy tej formy pogrzebu w pewnej odległości czekają tak długo, aż ptaki pożrą miękkie tkanki zwłok. Gdy pozostają kości, grabarz miażdży kości do postaci, którą sępy mogą również zjeść. Pogrzeb kończy się wtedy, gdy nie pozostaną żadne stałe resztki zwłok.

### Nowoczesność w branży pogrzebowej
Doświadczenia polskiej branży pogrzebowej jednoznacznie pokazują siłę tradycyjnego podejścia do pochówku zmarłych. W Europie Zachodniej oraz USA widoczne są innowacyjne zabiegi w tym zakresie. Przykładem jest stworzenie diamentu sztucznego z prochów ludzkich, który osoba bliska zmarłego może nosić na szyi. Widoczna jest również digitalizacja w branży pogrzebowej. Dzięki QR kodom każdy może wejść na specjalnie przygotowaną prezentację ze zdjęciami i filmami o osobie zmarłej. Na nagrobkach wykorzystuje się również ekrany LCD z przedstawioną relacją o osobie zmarłej.
W  pierwszej dekadzie XXI wieku w USA podjęto prace nad zmianami prawnymi mającymi umożliwić kompostowanie zwłok ludzkich. 21 maja 2019 r. gubernator stanu Waszyngton podpisał senacką ustawę, legalizującą nowy sposób usuwania szczątków ludzkich — „naturalną redukcję organiczną”, znaną również jako „dekompozycja na powierzchni”, „rekompozycja” lub „kompostowanie przez ludzi”. W ślad za stanem Waszyngton legalizację tej formy pochówku uregulowały stany Colorado i Oregon, a w czerwcu 2022 r. dołączył do nich Vermont.